# Uled Hasaín
Uled Hasaín (en árabe: أولاد احساين‎, en francés: Oulad el Hosseïn) es una localidad marroquí perteneciente al municipio de Amexáu, en la región Oriental. Desde 1912 hasta 1956 perteneció a la zona norte del Protectorado español de Marruecos.